# Велвендо (дем)
Велвендо (на гръцки: Δήμος Βελβεντού, Димос Велвенду) е дем в Република Гърция, част от област Западна Македония. Центърът му е град Велвендо.

## Селища
Дем Велвендо е създаден в 2019 година след разделянето на дем Сервия-Велвендо.

### Демова единица Велвендо
В дема влизат следните демови секции и селища:
- Демова секция Велвендо

- село Велвендо (Βελβεντό, Βελβεντός)
- село Палеограцано (Παλαιογράτσανο, старо: Грачани)

- Демова секция Агия Кириаки

- село Агия Кириаки (Αγία Κυριακή, старо: Скуляри)

- Демова секция Катафиги

- село Катафиги (Καταφύγι)

- Демова секция Полифито

- село Полифито (Πολύφυτο, старо: Витивяни или Фитивяни)